# Sylvia Harper
Sylvia Harper (nascida Sylvia Lance: outubro de 1895 - data desconhecida) foi uma tenista australiana. Ela ganhou o terceiro torneio de simples do Australian Open. 